# Xã Verdigris, Quận Wilson, Kansas
Xã Verdigris (tiếng Anh: Verdigris Township) là một xã thuộc quận Wilson, tiểu bang Kansas, Hoa Kỳ. Năm 2010, dân số của xã này là 322 người.